# Schlaitdorf
Schlaitdorf è un comune tedesco di 1 709 abitanti, situato nel land del Baden-Württemberg.